# Al-Muzanī
Isma'il ibn Yahya al-Muzanī (geboren 791 oder 792; gestorben 878) war ein in Ägypten geborener und lebender islamischer Rechtsgelehrter. Er war Schüler von Imam asch-Schāfiʿī (767–820) während dessen Aufenthaltes in Ägypten. Seine Rolle als selbständiger Denker wurde hervorgehoben.

## Leben und Wirken
Al-Muzanī war ein wichtiger Förderer von asch-Schāfiʿīs Rechtsschule und schrieb ein Muchtasar (al-muḫtaṣar), das eine Zusammenfassung der Rechtslehre dieser Schule enthielt. In einigen Fragen wich er in seinen Ansichten jedoch von denen asch-Schāfiʿīs ab, so dass man sogar von einer eigenen Rechtschule (maḏhab) al-Muzanīs sprach. Al-Muzanīs Bewunderung für asch-Schāfiʿīs Risāla kommt in einem seiner Aussprüche zum Ausdruck: 

„Ich schaue seit fünfzig Jahren in asch-Schāfiʿīs Risāla, und ich erinnere mich nicht an ein einziges Mal, wo ich nicht einen neuen Vorteil daraus zog.“

Sein Neffe war der berühmte Imam at-Tahāwī (853–933).

## Werke (Auswahl)
- Muḫtaṣar al-Muzanī (Digitalisat der Ausgabe Beirut: Dār al-Kutub al-ʿilmīya 1998; ISBN 2-7451-2308-4)

(Seine anderen Werke sind nicht erhalten.)